# Балуджа (Дагестан)
Балуджа (лезг. Курукӏнар) — упразднённое село в Ахтынском районе Дагестана.

## География
Балуджа расположена в Ахтынском районе Дагестана, у правобережья низовий реки Муглахчай, в 5 километрах от её устья. Само село располагается на основании внутренней части западных отрогов Шалбуздагского хребта. Ближайшие населённые пункты: Курукал, Ахты, Ухул. Кварталы села: Агъа мягьле, Вини мягьле, Юкьван мягьле, Ахцагьрин мягьле. У села мало пашен, много пастбищ и два родника.

## История
С начала XVI века по 1839 год Балуджа входила в Докузпаринское вольное общество. В 1839 году село было присоединено к Российской империи. Балуджа относилась к Докузпаринскому наибству Самурского округа. Вместе с сёлами Филидзах и Ялджух образовала Ялджухское сельское общество. В середине XIX века, как пишет профессор Хидир Рамазанов, треть жителей Балуджи из-за безземелья переселилась на территорию нынешнего Азербайджана.
В 1869 году в селе проживало 377 человек, из них мужчин — 212, женщин — 165. Село состояло из 60 дымов. В Южной Балудже проживало 114 человек (68 мужчин и 46 женщин), в селе было 29 дымов. Тухумы села: Билбилар, Назарар, ИкIияр, Прысар.
В 1886 году в селе проживал 381 человек.
В 1929 году Балуджа была включена в состав новообразованного Ахтынского района. В 1952 году жителей Балуджи переселили в чеченское село Бамматюрт Хасавюртовского района. После прихода чеченцев в свое село, балуджинцы освободили их дома, большая часть переселилась в село Новый Куруш в Хасавюртовском районе., другие же переехали в города нашей республики и СНГ. Но есть и те, кто остались жить там и построили себе новые дома. Это семьи: (Алиевы, Аливердиевы, Бабаевы, Гаджиевы, Габибуллаевы, Гамидовы, Дашдемировы, Рустамовы, Ферзалиевы, Юлчиевы) Известным выходцем села Бамматюрт, лезгинского происхождения, является действующий борец вольного стиля, Рамазан Ферзалиев - неоднократный финалист Чемпионата России, обладатель Кубка мира. И поныне между двумя джамаатами добрые и дружественные отношения. 

## Население
| Численность населения | Численность населения | Численность населения | Численность населения | Численность населения | Численность населения |
| 1869                  | 1886                  | 1895                  | 1908                  | 1926                  | 1939                  |
| --------------------- | --------------------- | --------------------- | --------------------- | --------------------- | --------------------- |
| 377                   | ↗381                  | ↗593                  | ↘300                  | ↘204                  | ↘139                  |

## Известные уроженцы
- Исмаилов Абдурахман Феталиевич (1893—1919) — активный революционный деятель, член Дагестанского областного Исполкома РКП(б).[12]
- Ферзалиев Рамазан Селимович — Спортсмен, борец вольного стиля.